# Westdiep (navire)
Le Westdiep était une frégate de classe Wielingen de la Marine belge. Son numéro de coque était le F911.
Elle fut retirée du service le 5 octobre 2007 pour être vendu à la marine bulgare le 22 août 2008, devenant le 43 Gordi

## Histoire
Le Westdiep fut construit au chantier naval de Cockerill, près de Hoboken, et lancé le 8 décembre 1975.

## Déploiements opérationnels
- Opération Sharp Fence : en 1993, le Westdiep rejoint la flottille de l'UEO chargée de faire respecter les résolutions des Nations unies dans la mer Adriatique, dans le cadre de l'embargo décrété contre la République fédérale de Yougoslavie par l'ONU. Il quitte Zeebruges le 6 janvier 1993, et y revient le 2 avril. Il a interpelé 507 navires marchands, en a visité 42 et en a dévié 7 vers un port italien pour contrôle approfondi. Lorsqu'il quitte la zone des opérations, le Westdiep affiche le plus grand nombre de navires visités par la flottille UEO.

- Opération Southern Breeze III: Le 18 février 1998, la Belgique décide d'envoyer le Westdiep dans le Golfe Persique dans le cadre d'une éventuelle participation aux opérations internationales entourant la crise irakienne, et ce, en tant que signe politique à l'Irak. Le Westdiep, qui effectuait un entrainement avec la marine française, fait une escale à Brest le 19 février pour un bref entretien technique. Deux convois envoyés de Zeebruges, de 8 et 3 camions, transportant munitions, équipement et personnel technique arrivent à Brest dans la journée du 19 février, et la frégate peut appareiller le même jour en direction du Golfe Persique.

Le 23 février, un accord est trouvé entre l'Irak et l'ONU. Deux jours plus tard, le gouvernement belge décide de maintenir le Westdiep en Méditerranée orientale pour qu'il y effectue un entraînement d'anticipation en vue d'une décision définitive concernant la suite des opérations.
Du 28 février au 4 mars, le Westdiep fait escale à Alexandrie. Le navire y est réapprovisionné, 17 membres d'équipage sont relevés grâce à deux C-130 de la Force Aérienne, et 9 militaires précédemment débarqués réintègrent leur unité. L'équipage est alors composé de 160 militaires, dont 9 femmes.
Le 4 mars, le Westdiep rejoint le Groupe Tactique français, dont il devait initialement faire part, qui s'entraîne au large de la Sicile. Le 8 mars, les navires français retournent vers Brest.
Du 13 au 16 mars, le Westdiep fait escale dans la baie de Souda, en Crète. Il repart le 17 mars pour la mer Ionienne, où il effectue quelques exercices, dont le tir d'une fusée anti sous marine réelle. Le Westdiep rejoint ensuite Kerkyra (Corfou), où il fait escale du 20 au 23 mars. Les exercices prévus avec la marine italienne au large d'Augusta (Sicile) ne sont pas tous effectués, en raison d'importantes tempêtes en mer Ionienne. Du 27 au 30 mars, la frégate belge mouille dans le port de Palerme. Le F911 Westdiep passe ensuite par le détroit de Messine, et se dirige vers Haïfa, où il est attendu pour le 5 avril.
Cependant, le 2 avril, le gouvernement belge estime que la présence de sa frégate en Méditerranée orientale n'est plus nécessaire, et décide donc de mettre fin à son déploiement dans le cadre de la crise irakienne. Le Westdiep, qui effectue un approvisionnement avec l'USS Merrimack au sud de la Crète, met le cap sur Zeebruges dès la fin de l'opération. Le 10 avril, la frégate rentre dans le port belge, mettant un terme à l'opération Southern Breeze III.
Si le Westdiep n'a pas véritablement agi sur le terrain dans le cadre de la crise irakienne, son déploiement, sa disponibilité et sa mobilité en ont fait un puissant instrument de politique étrangère, ce qui est initialement leur rôle.